# Nouveau Pôle pour l'Italie
Le Nouveau Pôle pour l'Italie (en italien Nuovo Polo per l'Italia) est le nom d'une coalition de partis politiques italiens qui s'est formée à compter du 15 décembre 2010 mais dont la dénomination exacte date du 25 janvier 2011 (auparavant « Pôle de la Nation »).

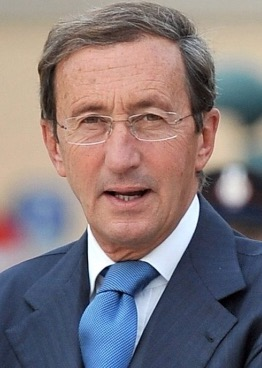
Gianfranco Fini

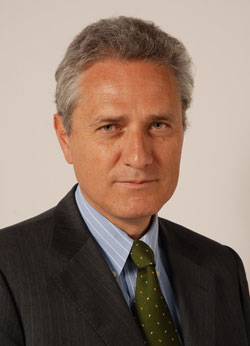
Francesco Rutelli

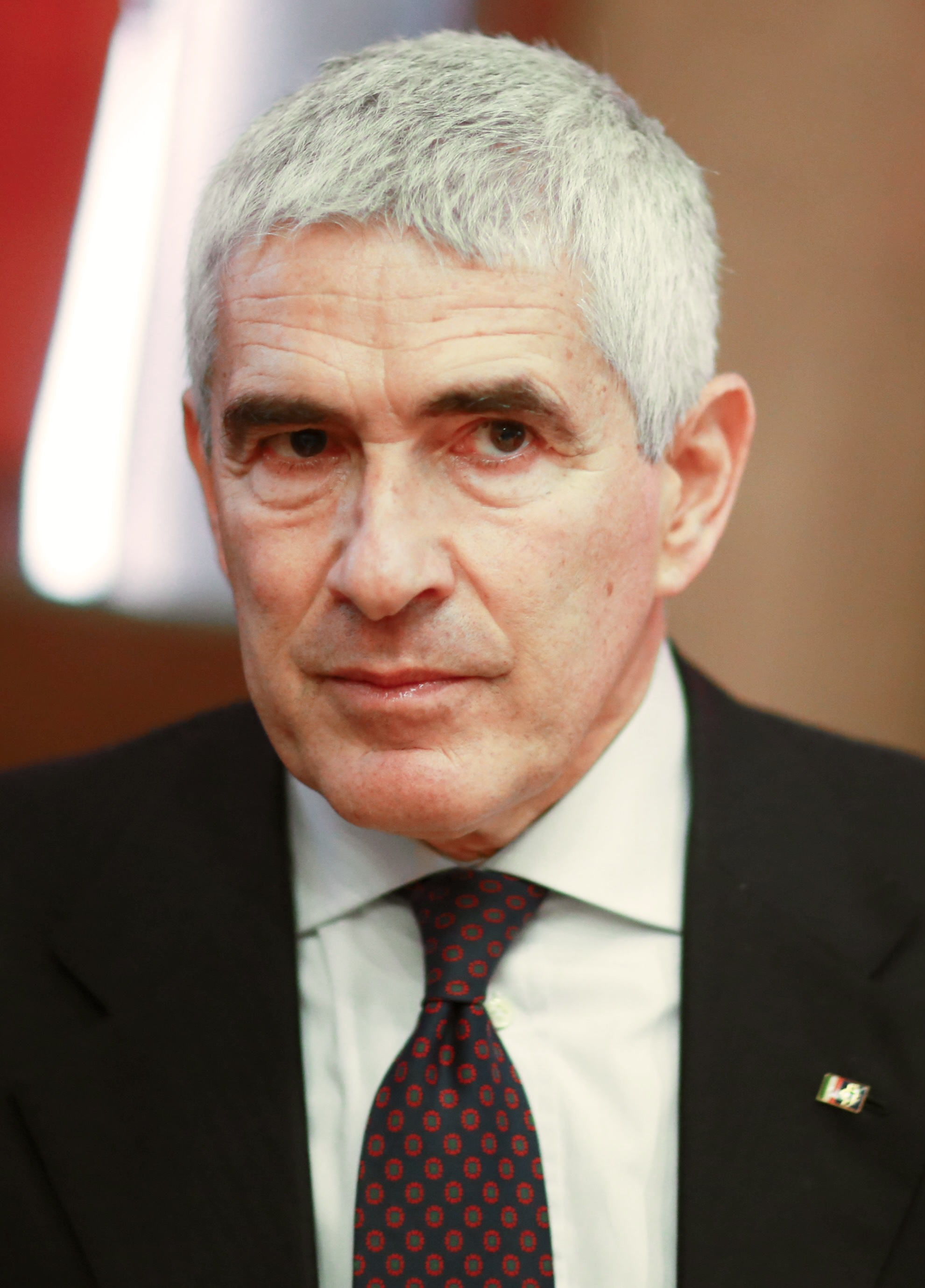
Pierferdinando Casini

Cette coalition est née lors de l'abstention à la motion de défiance relative à Giacomo Caliendo (en août 2010) lorsque Futur et liberté pour l'Italie, l'Union de centre et le Mouvement pour les autonomies décident se s'abstenir. Elle comprend également l'Alliance pour l'Italie et d'autres mouvements mineurs comme celui des Libéraux-démocrates dirigé par Daniela Melchiorre. Lors de la motion de défiance du 14 décembre 2010 au gouvernement Berlusconi IV, l'UDC, FLI et l'API présentent cette motion de défiance qui reçoit l'appui du MPA mais aussi de Melchiorre, de Giorgio La Malfa et de Paolo Guzzanti, soit un total de 85 signatures. Mais au moment décisif du vote, il manque au moins deux signatures pour faire chuter le gouvernement (notamment deux députées de FLI, mais aussi deux députés de l'Italie des valeurs, centre gauche). Une assemblée de coordination qui se déroule fin janvier 2011 à Todi se choisit comme dénomination celle de Nouveau Pôle pour l'Italie (même si les médias continuent de l'appeler 3e Pôle).
Ont également adhéré à cette coalition le Mouvement des républicains européens de Luciana Sbarbati, le Parti libéral italien de Stefano De Luca, Vers le Nord de Massimo Cacciari et des libéraux ou républicains comme Paolo Guzzanti et Giorgio La Malfa.
Après les élections municipales italiennes de 2012, Pier Ferdinando Casini annonce la fin de cette union en raison de résultats décevants[réf. nécessaire].